# Malu cu Flori, Dâmbovița
Malu cu Flori (în trecut, și Runceasa) este satul de reședință al comunei cu același nume din județul Dâmbovița, Muntenia, România.
La sfârșitul secolului al XIX-lea, satul, denumit și Runceasa era arondat comunei Lăicăi (sau Lăicăi-Runceasa) din plasa Argeșelul a județului Muscel, fiind un sat moșnenesc cu 384 de locuitori; în el funcționa o biserică zidită în 1854 de Niță 
Di(a)conescu. Satul constituise înainte de 1864 o comună separată, dar ea fusese desființată.
În 1910, satul Runceasa s-a separat de comuna Lăicăi-Runceasa și a format o comună de sine stătătoare, care a fost contopită cu comuna Micloșani, comună denumită Malu cu Flori, căreia de atunci îi servește drept reședință.